# 30111 Wendyslijk
30111 Wendyslijk è un asteroide della fascia principale. Scoperto nel 2000, presenta un'orbita caratterizzata da un semiasse maggiore pari a 2,3547947 au e da un'eccentricità di 0,0902553, inclinata di 7,08444° rispetto all'eclittica.
L'asteroide è dedicato all'insegnante statunitense Wendy Slijk.